# Дисперсия случайной величины
Диспе́рсия случа́йной величины́ — мера разброса значений случайной величины относительно её математического ожидания. Обозначается {\displaystyle D[X]} в русской литературе и {\displaystyle \operatorname {Var} (X)} (англ. variance) в зарубежной. В статистике часто употребляется обозначение {\displaystyle \sigma _{X}^{2}} или {\displaystyle \displaystyle \sigma ^{2}}.
Квадратный корень из дисперсии, равный {\displaystyle \displaystyle \sigma }, называется среднеквадратическим отклонением, стандартным отклонением или стандартным разбросом. Стандартное отклонение измеряется в тех же единицах, что и сама случайная величина, а дисперсия измеряется в квадратах этой единицы измерения.
Из неравенства Чебышёва следует, что вероятность того, что значения случайной величины отстоят от математического ожидания этой случайной величины более чем на {\displaystyle k} стандартных отклонений, составляет менее {\displaystyle 1/k^{2}}. В специальных случаях оценка может быть усилена. Так, например, как минимум в 95 % случаев значения случайной величины, имеющей нормальное распределение, удалены от её среднего не более чем на два стандартных отклонения, а в примерно 99,7 % — не более чем на три.

## Определение
Дисперсией случайной величины называют математическое ожидание квадрата отклонения случайной величины от её математического ожидания.
Пусть {\displaystyle X} — случайная величина, определённая на некотором вероятностном пространстве. Тогда дисперсией называется
{\displaystyle D[X]=\mathbb {E} \left[{\big (}X-\mathbb {E} [X]{\big )}^{2}\right],}
где символ {\displaystyle \mathbb {E} } обозначает математическое ожидание.

## Замечания
- Если случайная величина {\displaystyle X} дискретная, то
{\displaystyle D[X]=\sum _{i=1}^{n}{p_{i}(x_{i}-\mathbb {E} [X])^{2}},}
{\displaystyle D[X]={\frac {1}{2}}\sum _{i=1}^{n}\sum _{j=1}^{n}{p_{i}p_{j}(x_{i}-x_{j})^{2}}=\sum _{i=1}^{n}\sum _{j=i+1}^{n}{p_{i}p_{j}(x_{i}-x_{j})^{2}},}

где {\displaystyle x_{i}} — {\displaystyle i}-ое значение случайной величины, {\displaystyle p_{i}=P(X=x_{i})} — вероятность того, что случайная величина принимает значение {\displaystyle x_{i}}, {\displaystyle n} — количество значений, которые принимает случайная величина.
Пусть {\displaystyle Y} - случайная величина, независимая от {\displaystyle X}, но с тем же самым распределением. Тогда {\displaystyle P(Y=x_{i})=p_{i}}, {\displaystyle \mathbb {E} [Y]=\mathbb {E} [X]}, {\displaystyle D[Y]=D[X]} и
{\displaystyle D[X-Y]=D[X]+D[Y]=2D[X]}
{\displaystyle D[X-Y]=\mathbb {E} [(X-Y)^{2}]-\mathbb {E} [X-Y]^{2}=\mathbb {E} [(X-Y)^{2}]=\sum _{i=1}^{n}\sum _{j=1}^{n}p_{i}p_{j}(x_{i}-x_{j})^{2}}
Сопоставляя две эти формулы, получаем нужное равенство.
- Если случайная величина {\displaystyle X} непрерывна, то:
{\displaystyle D[X]=\int \limits _{-\infty }^{+\infty }{(x-\mathbb {E} [X])^{2}f(x)dx}}
{\displaystyle D[X]={\frac {1}{2}}\int \limits _{-\infty }^{+\infty }\int \limits _{-\infty }^{+\infty }(x_{2}-x_{1})^{2}{f(x_{1})f(x_{2})dx_{1}dx_{2}}},

где {\displaystyle f(x)} — плотность вероятности случайной величины.
- В силу линейности математического ожидания справедлива формула:
{\displaystyle D[X]=\mathbb {E} [X^{2}]-\left(\mathbb {E} [X]\right)^{2}}
- Дисперсия является вторым центральным моментом случайной величины.
- Дисперсия может быть бесконечной.
- Дисперсия может быть вычислена с помощью производящей функции моментов {\displaystyle U(t)}:
{\displaystyle D[X]=\mathbb {E} [X^{2}]-\left(\mathbb {E} [X]\right)^{2}=U''(0)-\left(U'(0)\right)^{2}.}
- Дисперсия целочисленной случайной величины может быть вычислена с помощью производящей функции последовательности.
- Формула для вычисления смещённой оценки дисперсии случайной величины {\displaystyle X} по последовательности реализаций этой случайной величины: {\displaystyle X_{1}...X_{n}} имеет вид:
{\displaystyle {\overline {S}}^{2}={\frac {1}{n}}\sum \limits _{i=1}^{n}(X_{i}-{\overline {X}})^{2}}, где {\displaystyle {\overline {X}}={\frac {1}{n}}\sum \limits _{i=1}^{n}X_{i}} — выборочное среднее (несмещённая оценка {\displaystyle \mathbb {E} [X]}).

Для получения несмещённой оценки дисперсии случайной величины значение {\displaystyle {\overline {S}}^{2}} необходимо умножить на {\displaystyle {\frac {n}{n-1}}}.
Несмещённая оценка имеет вид:
{\displaystyle {\widetilde {S}}^{2}={\frac {1}{n-1}}\sum \limits _{i=1}^{n}(X_{i}-{\bar {X}})^{2}}

## Свойства
- Дисперсия любой случайной величины неотрицательна: {\displaystyle D[X]\geqslant 0}[3];
- Если случайная величина равна константе {\displaystyle C}, то её дисперсия равна нулю: {\displaystyle D[C]=0}[4];
- Дисперсия суммы двух случайных величин равна:
{\displaystyle D[X+Y]=D[X]+D[Y]+2\,{\text{cov}}(X,Y)}, где {\displaystyle {\text{cov}}(X,Y)} — их ковариация[5];
- Для дисперсии произвольной линейной комбинации нескольких случайных величин имеет место равенство[6]:
{\displaystyle D\left[\sum _{i=1}^{n}c_{i}X_{i}\right]=\sum _{i=1}^{n}\sum _{j=1}^{n}c_{i}c_{j}{\text{cov}}(X_{i},X_{j})}, где {\displaystyle c_{i}\in \mathbb {R} }.
- В частности, для любых независимых или некоррелированных случайных величин:
{\displaystyle D[X_{1}+\ldots +X_{n}]=D[X_{1}]+\ldots +D[X_{n}]},
{\displaystyle D[X_{1}-\ldots -X_{n}]=D[X_{1}]+\ldots +D[X_{n}]},
так как их ковариации равны нулю[5];
- {\displaystyle D\left[CX\right]=C^{2}D[X]};
- {\displaystyle D\left[C+X\right]=D[X]}[3].

## Условная дисперсия
Наряду с условным математическим ожиданием {\displaystyle \mathbb {E} [X|Y]} в теории случайных процессов используется условная дисперсия случайных величин {\displaystyle D[X|Y]}.
Условной дисперсией случайной величины {\displaystyle X} относительно случайной величины {\displaystyle Y} называется случайная величина:
{\displaystyle D[X|Y]=\mathbb {E} [(X-\mathbb {E} [X|Y])^{2}|Y]=\mathbb {E} [X^{2}|Y]-\mathbb {E} [X|Y]^{2}}.
Её свойства:
- условная дисперсия относительно случайной величины {\displaystyle Y} является Y-измеримой случайной величиной (то есть измерима относительно сигма-алгебры, порождённой случайной величиной {\displaystyle Y});
- условная дисперсия неотрицательна: {\displaystyle D[X|Y]\geqslant 0};
- условная дисперсия {\displaystyle D[X|Y]} равна нулю тогда и только тогда, когда {\displaystyle X=\mathbb {E} [X|Y]} почти наверное, то есть тогда и только тогда, когда {\displaystyle X} совпадает почти наверное с некоторой Y-измеримой величиной (а именно, с {\displaystyle \mathbb {E} [X|Y]});
- обычная дисперсия также может быть представлена как условная: {\displaystyle D[X]=D[X|1]};
- если величины {\displaystyle X} и {\displaystyle Y} независимы, случайная величина {\displaystyle D[X|Y]} является константой, равной {\displaystyle D[X]};
- если {\displaystyle X,Y} — две числовые случайные величины, то
{\displaystyle D[X]=\mathbb {E} [D[X|Y]]+D[\mathbb {E} [X|Y]],}

откуда, в частности, следует, что дисперсия условного математического ожидания {\displaystyle \mathbb {E} [X|Y]} всегда меньше или равна дисперсии исходной случайной величины {\displaystyle X}.

## Пример
Пусть случайная величина {\displaystyle \displaystyle X} имеет стандартное непрерывное равномерное распределение на {\displaystyle \displaystyle [0,1]}, то есть её плотность вероятности задана равенством
{\displaystyle f_{X}(x)=\left\{{\begin{matrix}1,&x\in [0,1]\\0,&x\not \in [0,1].\end{matrix}}\right.}
Тогда математическое ожидание квадрата случайной величины равно
{\displaystyle \mathbb {E} \left[X^{2}\right]=\int \limits _{0}^{1}\!x^{2}\,dx=\left.{\frac {x^{3}}{3}}\right\vert _{0}^{1}={\frac {1}{3}}},
и математическое ожидание случайной величины равно
{\displaystyle \mathbb {E} \left[X\right]=\int \limits _{0}^{1}\!x\,dx=\left.{\frac {x^{2}}{2}}\right\vert _{0}^{1}={\frac {1}{2}}}
Дисперсия случайной величины равна
{\displaystyle D[X]=\mathbb {E} \left[X^{2}\right]-(\mathbb {E} [X])^{2}={\frac {1}{3}}-\left({\frac {1}{2}}\right)^{2}={\frac {1}{12}}}